# Relations entre la Finlande et la France
Les relations entre la Finlande et la France sont les relations internationales s'exerçant au sein de l'Union européenne entre deux États membres de l'Union, la République de Finlande et la République française. Elles sont structurées par deux ambassades, l'ambassade de Finlande en France et l'ambassade de France en Finlande, ainsi que par des instituts culturels tels que l'Institut finlandais à Paris.

## Histoire
Emmanuel Macron, lors de sa visite officielle à Helsinki en août 2018, affirme que la France a été, avec la Suède, le premier à reconnaître la Finlande comme pays indépendant. Il y rappelle aussi qu'il s'agit du premier déplacement d'un président français en Finlande depuis 19 ans.